# Валютное законодательство
Валютное законодательство — совокупность правовых норм государства, регулирующих операции с валютными ценностями (иностранная валюта и внешние ценные бумаги). В частности, валютное законодательство регулирует сделки между физическими и юридическими лицами внутри государства, взаимоотношения физических и юридических лиц одной страны с физическими и юридическими лицами другой страны, порядок ввоза, вывоза, перевода и пересылки валютных ценностей за границу и из-за границы. Нарушение валютного законодательства является валютным преступлением и преследуется по закону.
Во многих развитых странах валютное законодательство отсутствует, а операции с валютой регулируются гражданским или банковским законодательством. В ряде стран вводятся валютные ограничения — система мероприятий по ограничению и контролю операций с валютными ценностями. В СССР и других странах восточного блока действовала валютная монополия, когда исключительное право на операции с валютными ценностями находилось в руках государства.
В Российской Федерации нормы валютного законодательства закреплены в Конституции (пункт «ж» статьи 71) и Федеральном законе «О валютном регулировании и валютном контроле» (2003). Различаются акты валютного законодательства и акты валютного регулирования. Вступление России в МВФ в 1992 году оказало большое влияние на развитие валютного законодательства страны и смягчение ограничений на операции с валютой.